# 트집
트집은 한국의 프로그래머가 만든 프리웨어 프로그램으로, 영어로는 Tzip 이라 쓴다. 트집은 이스트소프트사의 알집 프로그램 중, 압축 확장자 .Alz 압축 파일만을 풀기 위해 만들어졌다.
트집은 2007년 v0.61 업데이트를 마지막으로 더 이상 업데이트를 지원하지 않는다.

## 기능
.Alz 확장자를 가진 압축 파일만을 푼다.
주요 기능: .Alz 의 분할 압축 풀기를 지원, 2GB 보다 큰 압축 파일을 해제 지원, 암호 찾기 기능 지원, 설치가 필요없는 실행파일 형태로 제공, 영문버전 제공(단일 실행파일에서 영문/한글 설정이 가능)

## 암호 찾기
트집에서는 .Alz 압축 파일에 암호가 걸려있을 시, 암호를 찾을 수 있도록 암호 찾기 기능이 있다. 암호 찾기에 지원되는 기능으론, 0~9의 숫자부터 시작해 특수기호, 영어(대문자, 소문자)등이 있다. 검색할 기호를 선택 하고 나면 검색 범위에서 암호 찾기를 시작했을때에 시작할 암호를 입력 해야 한다. 기억이 안날시 암호 시작 범위를 입력 안해도 되지만 암호의 길이가 길수록, 그리고 복잡할수록 검색 시간이 길어진다. 암호를 다 찾고 나면 '브라보~'라는 작은 창이 뜬다. 이는 암호를 찾았다는 뜻을 나타내며 찾은 암호를 적으면 암호가 걸린 Alz 압축 파일 풀기가 끝이난다.